# Euryopis cyclosisa
Euryopis cyclosisa är en spindelart som beskrevs av Zhu och Song 1997. Euryopis cyclosisa ingår i släktet Euryopis och familjen klotspindlar. Inga underarter finns listade i Catalogue of Life.